# Davies Escarpment
Das Davies Escarpment ist eine etwa 16 km lange und nach Osten ausgerichtete Geländestufe ohne Felsvorsprünge im westantarktischen Marie-Byrd-Land. Sie befindet sich südlich des Bermel Escarpment im südlichen Teil der Thiel Mountains.
Die Benennung dieser Formation erfolgte auf Vorschlag der US-amerikanischen Kartografen Peter Frank Bermel und Arthur B. Ford, die von 1960 bis 1961 gemeinsam eine Erkundungsexpedition des United States Geological Survey zu den Thiel Mountains leiteten. Namensgeber ist der Geologe William Edward Davies (1917–1990), der von 1954 bis 1955 an der Forschungsfahrt des Eisbrechers USS Atka auf der Suche nach Standorten für Forschungsstationen im Rahmen des Internationalen Geophysikalischen Jahres (1957–1958) beteiligt war.